# Sinistra hegeliana

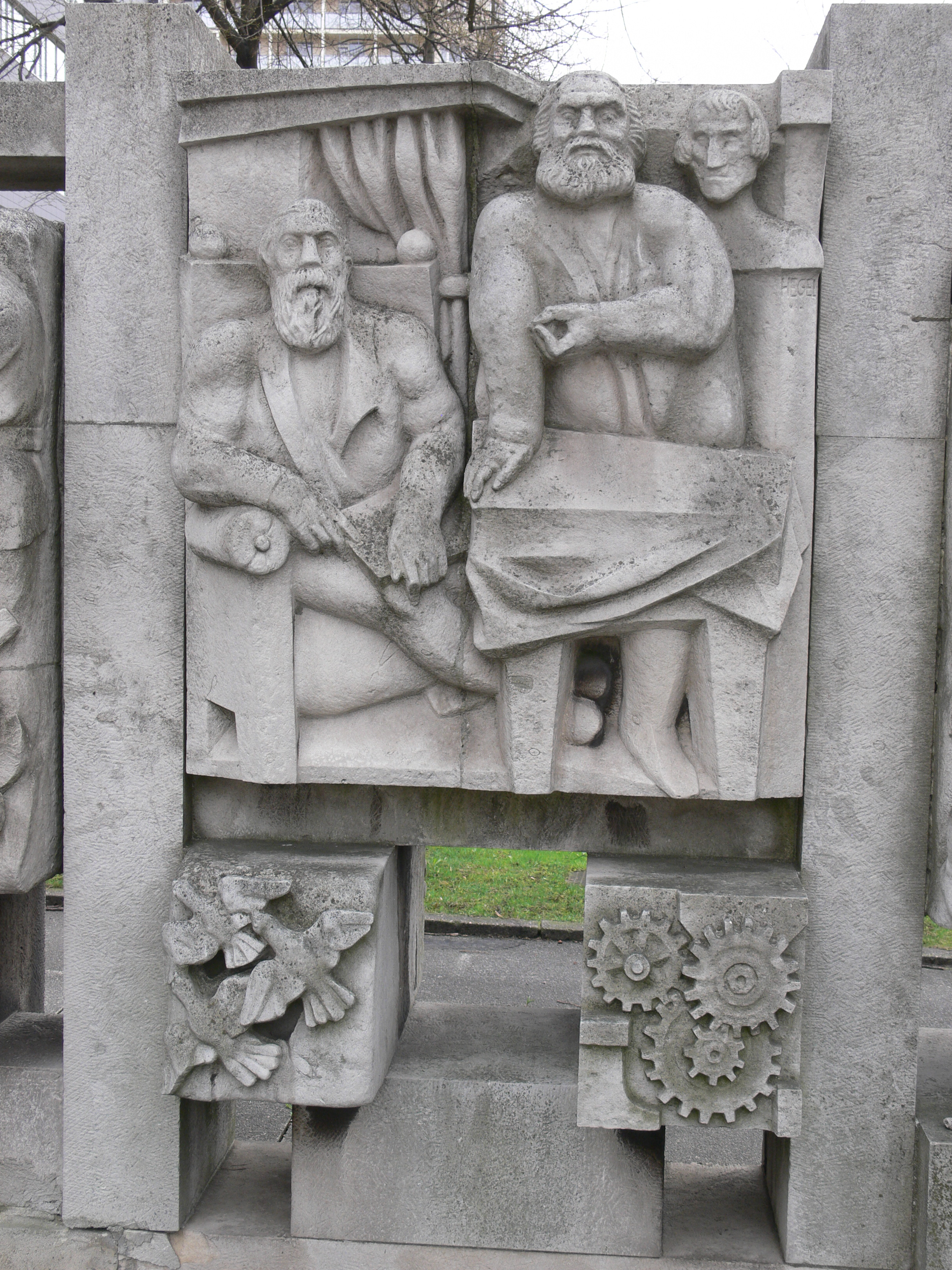
Elogio della dialettica, scultura di Joachim Jastram a Chemnitz

La sinistra hegeliana, o giovani hegeliani, è una scuola (più precisamente una corrente) di pensiero filosofico che si formò tra alcuni intellettuali prussiani, discepoli di Hegel, poco dopo la sua morte, avvenuta nel 1831. 

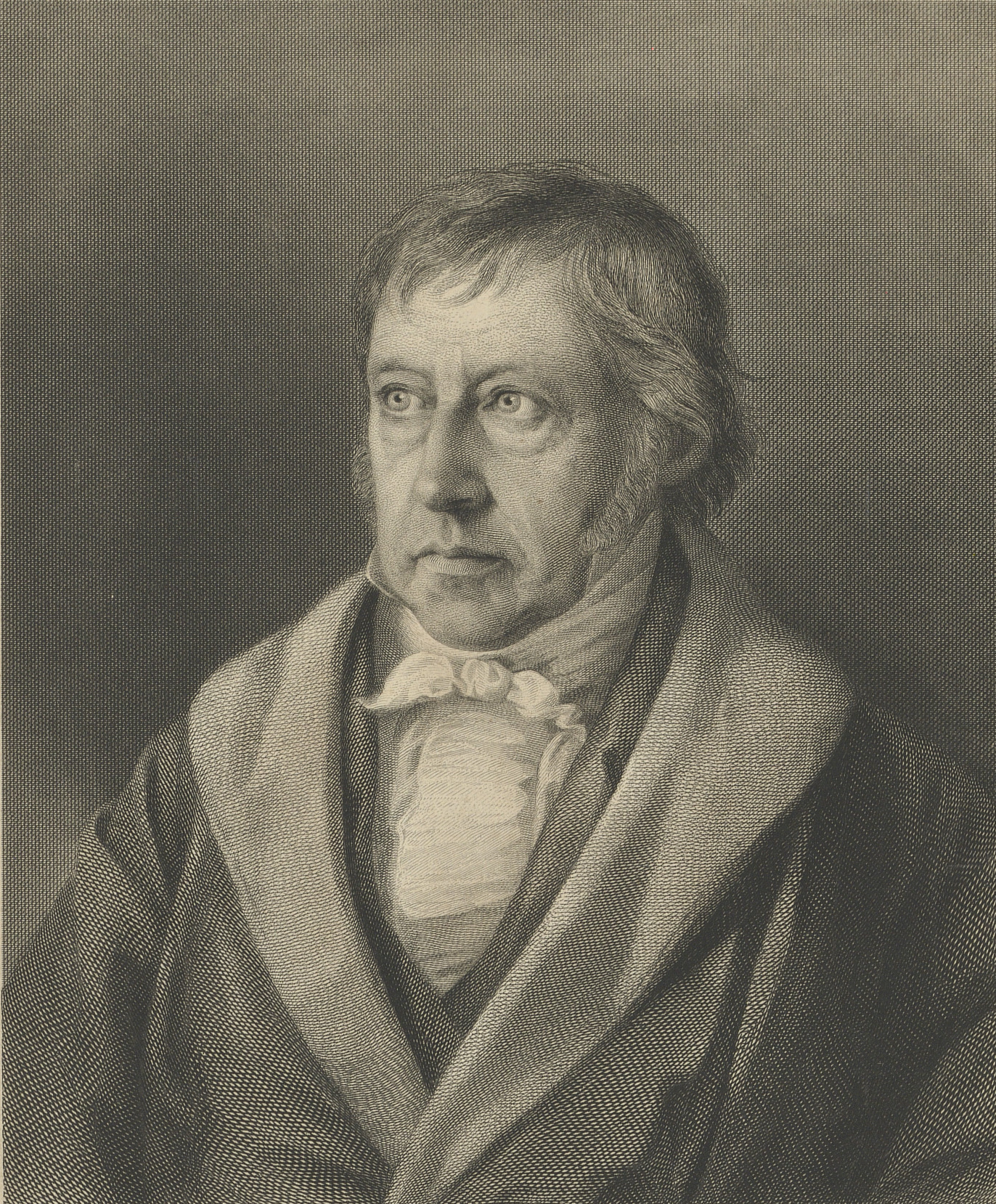
G.W.F. Hegel (1770-1831)

## Origine del nome
La scuola hegeliana si era suddivisa ben presto in due principali correnti, che nel 1837 David Strauss, in seguito alle polemiche suscitate dalla sua opera Vita di Gesù (1835), rifacendosi agli schieramenti politici che si fronteggiavano nel parlamento francese, chiamò destra e sinistra hegeliana. 
Il crinale che suddivide le due posizioni riguarda soprattutto i rapporti tra filosofia e cristianesimo e l'aspetto politico del pensiero hegeliano. Gli esponenti della destra, chiamati anche vecchi hegeliani, ritenevano che nel pensiero di Hegel fossero stati definiti, una volta per tutte, i concetti essenziali del cristianesimo quali l'immortalità dell'anima, Dio come persona e la Trinità, e che Hegel avesse inquadrato e convalidato filosoficamente la religione cristiana. I rappresentanti della destra (quali Karl F. Göschler, Georg A. Gabler, Julius Schaller) ritenevano inoltre che la dialettica hegeliana portasse ad accettare come "razionale" lo Stato prussiano assolutistico con le diseguaglianze sociali ed economiche che esso sanzionava, citando la seconda parte della celeberrima affermazione di Hegel: «ciò che è reale è razionale».
Gli esponenti della sinistra, i «giovani hegeliani», sostenevano viceversa che nella dottrina del maestro non vi fosse traccia di una fondazione filosofica di un'anima immortale, identificata come sostanza spirituale, e che l'Idea e lo Spirito assoluto hegeliano non avessero niente a che fare, essendo sovrapersonali, con la concezione della personalità di Dio. Quanto al dogma della Trinità, Hegel stesso in effetti vi aveva visto solo una forma simbolica anticipatrice di quell'andamento triadico che caratterizzava la sua dialettica. 

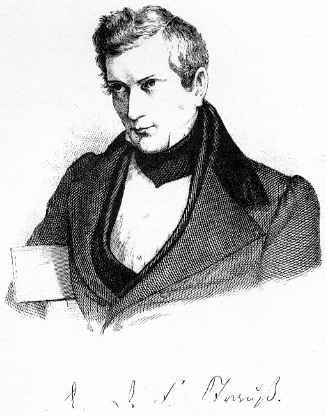
David Friedrich Strauss

La sinistra infine sottolineava come nella filosofia hegeliana la religione occupasse un ruolo subordinato rispetto al valore supremo della filosofia. I giovani hegeliani in effetti attribuivano ad Hegel una posizione polemica nei confronti del cristianesimo, riguardo al quale il maestro si era mantenuto su posizioni molto prudenti; la sinistra nella sua critica si rifaceva in realtà a concezioni atee e illuministe settecentesche, pur utilizzando strumenti dottrinari derivati da Hegel. Riguardo all'aspetto politico, gli esponenti della sinistra tendevano a evidenziare la prima parte dell'affermazione di Hegel, «ciò che è razionale è reale», sottolineando il perenne cambiamento della realtà, dovuto al movimento dialettico, e a leggerne il significato profondo in chiave fortemente progressista.

## I protagonisti

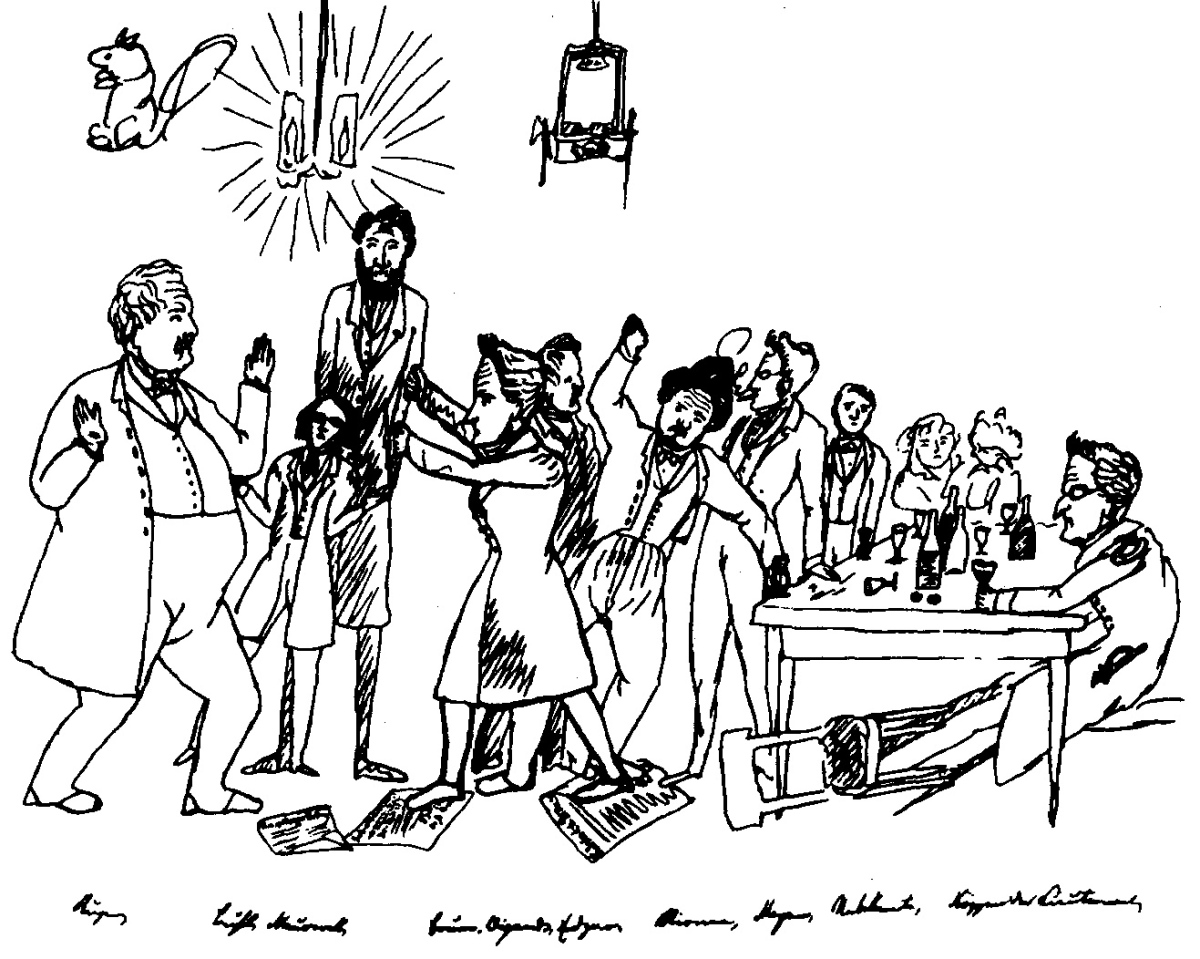
Caricatura detta Riunione del gruppo dei Liberi, con ritratto di Max Stirner realizzata da Friedrich Engels diversi decenni dopo, su richiesta di John Henry Mackay.

Il punto d'incontro dei giovani hegeliani era il Doktorclub di Berlino.
Facevano parte della sinistra hegeliana lo stesso David Strauss, Bruno Bauer - che inizialmente era sulle posizioni della destra - e suo fratello Edgar (1820-1866), Max Stirner, Arnold Ruge, Moses Hess (1812-1875).
Espressione della posizione radicale della sinistra fu l'opera di Bruno Bauer dal titolo significativo La tromba del giudizio universale contro Hegel ateo e anticristo. Un ultimatum (1841), dove attaccava la filosofia hegeliana come restauratrice dell'alleanza tra il trono e l'altare.
In effetti si stava già verificando nell'ambito degli stessi esponenti della sinistra, per primo Ludwig Feuerbach con lo scritto Per la critica della filosofia hegeliana (1839) e in seguito gli stessi Karl Marx e Friedrich Engels, una riformulazione sempre più originale e rivoluzionaria della dottrina hegeliana, che avrebbe poi portato al materialismo storico del marxismo.